# I875
L'i875 (conosciuto anche con il nome in codice Canterwood) è un chipset Intel presentato nel 2003 per supportare i Pentium 4 Northwood e i successivi Prescott su socket 478.
Parallelamente all'i875, Intel presentò anche l'i865 (Springdale) che offriva prestazioni leggermente inferiori a causa dell'assenza di alcune specifiche tecnologie che miglioravano la latenza di accesso alla memoria RAM e ai bus di sistema, ma a fronte di un costo d'acquisto decisamente più contenuto e quindi maggiormente interessante da parte dei produttori di motherboard che potevano così realizzare prodotti con maggior margine di profitto.
I 2 chipset furono i successori, rispettivamente, dell'i850 (Tehama) e dell'i845 (Brookdale), presentati nel 2001.

## Caratteristiche tecniche

Schema a blocchi del chipset i875P

Essendo una versione potenziata dell'i865, le caratteristiche dell'i875 erano praticamente le stesse.
Il controller della memoria RAM offriva supporto a dual channel a ben 4 GB di memorie DDR-333 o DDR-400, unite al BUS quad pumped per il processore di 533 MHz oppure 800 MHz.
Lo slot AGP diventava quello a 8x e, grazie all'introduzione del southbridge ICH5, i produttori di motherboard potevano integrare fino a 8 porte USB 2.0. Per la connessione delle periferiche di archiviazione era presente l'ormai tradizionale controller per 2 canali PATA di tipo UltraATA 100 ma, per la prima volta, veniva integrato il controller RAID in modalità "0". Con l'i865 fece il suo debutto anche lo standard SATA, a cui veniva offerto il supporto a 2 porte SATA-150. Lo standard audio integrato rimaneva quello AC '97 ma nella versione 2.3. Infine la scheda di rete non era integrata ma supportata attraverso il BUS PCI oppure CSA.
La versione disponibile era la seguente:
- i875P

## Il successore
L'i875 e la sua versione economica i865, furono rimpiazzati da Intel nel corso del 2004 dai primi chipset in grado di supportare lo standard PCI Express, ovvero l'i925 (Alderwood) e l'i915 (Grantsdale). In realtà i chipset della serie 8xx rimasero ancora a lungo i preferiti dagli utenti data la loro compatibilità anche con componenti del passato, offrendo quindi la possibilità di aggiornare le periferiche del sistema gradualmente.